# Glanzig fonteinkruid
Glanzig fonteinkruid (Potamogeton lucens) is een overblijvende, ondergedoken waterplant die behoort tot de fonteinkruidfamilie (Potamogetonaceae). Onder water worden vaak grote matten gevormd. De soort staat op de Nederlandse Rode Lijst van planten als algemeen voorkomend en matig afgenomen. De plant komt van nature voor in Europa, West- en Midden-Azië en Noordwest-Afrika in zoet, voedselrijk water. Het aantal chromosomen is 2n = 52.
De plant wordt 60 - 200 cm lang en heeft een wortelstok. De  stengel is meestal sterk vertakt. De ondergedoken, lancetvormige, doorschijnende, 10 - 25 cm lange en 1 - 5 cm brede bladeren zijn in een 1 - 2 cm lange steel versmald, hebben 9 - 15 hoofdnerven en een wigvormig voet. De bladrand is vrij sterk gegolfd tot gekroesd en is zeer fijn getand. De top is toegespitst, afgerond of heeft een inkeping. De bovenste bladeren hebben soms een uittredende, gekromde middennerf, die boven het water uitsteekt. De grote steunblaadjes zijn kruidachtig. Er zijn geen drijfbladeren.

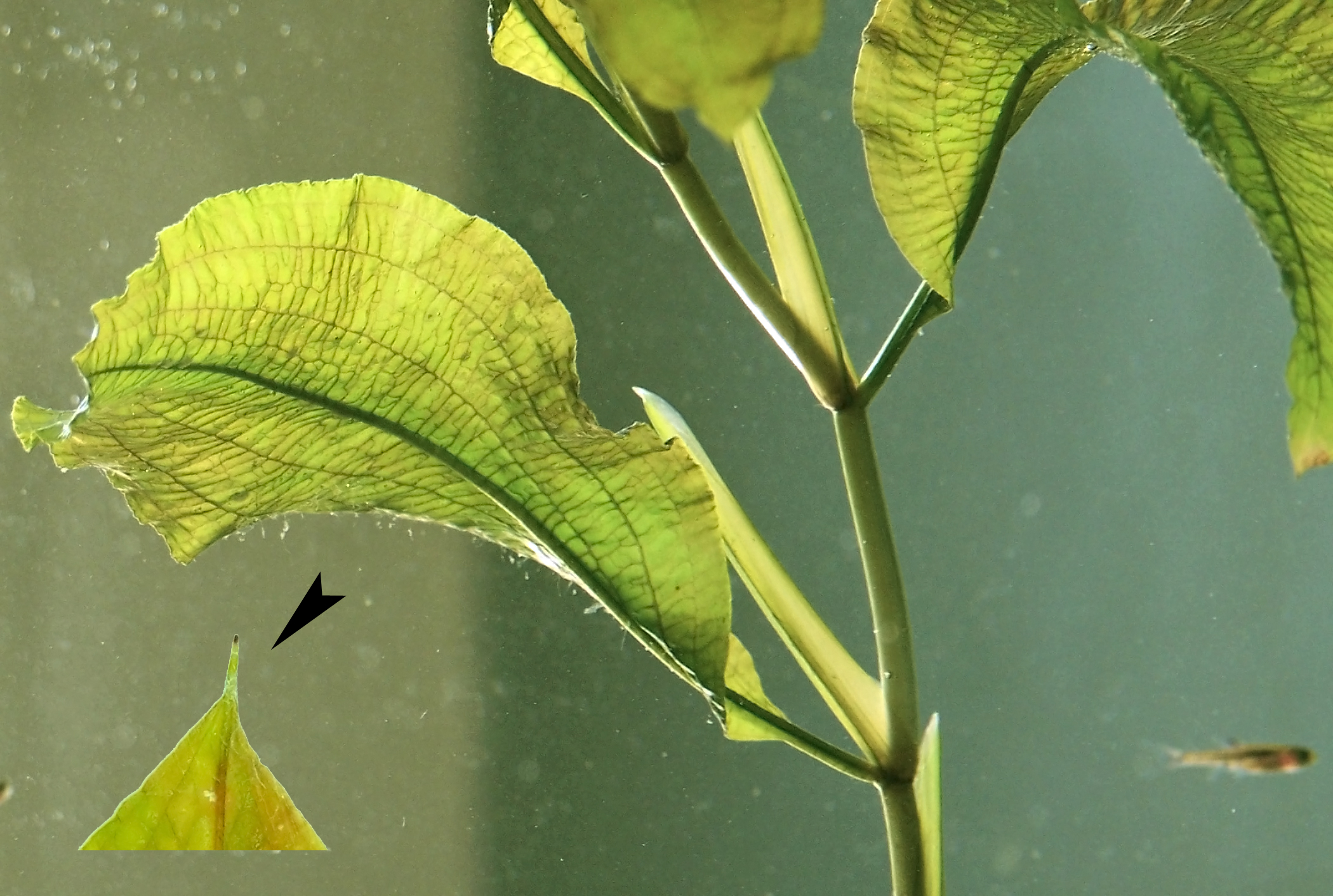
Blad, bladtop en stengel

De plant bloeit van juni tot in september met groene bloemen aan een tot 30 cm lange bloemstengel met een knotsvormig verdikte top, die bijna net zo breed is als de daarboven zittende, tot 6 cm lange aar. De 3 - 4 mm lange kelkblaadjes zijn licht lila.
De vrucht is een ronde, 2,5 - 4 mm grote steenvrucht met een korte snavel en aan de voet van de buikzijde zit een knobbeltje. Het kiempje heeft de vormt van een spiraal.

## In vijvers
Bruin worden van de bladeren van het glanzig fonteinkruid kan verschillende (natuurlijke) oorzaken hebben. De plant houdt van halfschaduwrijke plaatsen. Wanneer ze te zonnig staat, of wanneer het water te lang te warm is, zullen de bladeren bruin verkleuren. Bij meer schaduw kleurt ze weer groen. Als zich nieuwe bladeren vormen zullen de oudere bruin gaan verkleuren. Ook veel ijzer in het water kan verkleuring geven. Ten slotte kan stof de bladeren bevuilen.